# 宮沢大志
宮沢 大志（みやざわ ひろゆき 1991年10月12日- ）は、新潟県十日町市出身のクロスカントリースキー選手。2014年ソチオリンピック、2022年北京オリンピック日本代表。新潟県立十日町高等学校、早稲田大学スポーツ科学部卒業。JR東日本スポーツスキー部所属。

## 主な競技結果

### 冬季オリンピック
- 2014年ソチオリンピック ( ロシア)
  - リレー：LAP
  - チームスプリント：13位（宮沢大志/恩田祐一）
- 2022年北京オリンピック ( 中国)
  - スプリント：32位
  - 15kmクラシカル：67位
  - 4x10kmリレー：10位

### ノルディックスキー世界選手権
- 2013年ヴァル・ディ・フィエンメ大会（ イタリア)
  - 男子スプリント：24位
  - 男子チームスプリント：13位（宮沢大志/恩田祐一）
  - 男子リレー：8位
- 2015年ファールン大会 ( スウェーデン)
  - 男子スプリント：25位
  - 男子チームスプリント：16位（レンティング陽/宮沢大志）
  - 男子リレー：12位
  - 男子50kmクラシカル：40位
- 2017年ラハティ大会 ( フィンランド)
  - 男子スキーアスロン：44位
  - 男子15kmクラシカル：39位
- 2019年ゼーフェルト大会 ( オーストリア)
  - 男子スプリント：27位
  - 男子スキーアスロン：50位
  - 男子15kmクラシカル：26位
- 2021年オーベルストドルフ大会 ( ドイツ)
  - 男子スプリント：62位
  - 男子15kmフリー：40位
  - 男子リレー：9位

### 全日本スキー選手権大会
- 2011/12 - スプリント 優勝
- 2011/12 - チームスプリント 優勝（レンティング陽/宮沢大志）
- 2012/13 - リレー 優勝
- 2014/15 - スプリント 優勝
- 2015/16 - スキーアスロン 優勝
- 2015/16 - スプリント 優勝
- 2017/18 - 15kmクラシカル 優勝
- 2018/19 - スプリント 優勝
- 2018/19 - 10kmクラシカル 優勝
- 2021/22 - 総合パシュート 優勝